# Самдруп-Джонгхар
Самдруп-Джонгхар (дзонг-кэ བསམ་གྲུབ་ལྗོངས་མཁར་, англ. Samdrup Jongkhar) — город в Бутане, административный центр округа (дзонгхкага) Самдруп-Джонгхар.
Население города составляет 5952 человек (перепись 2005 г.), а по оценке 2012 года — 6709 человек.